# Montalchez

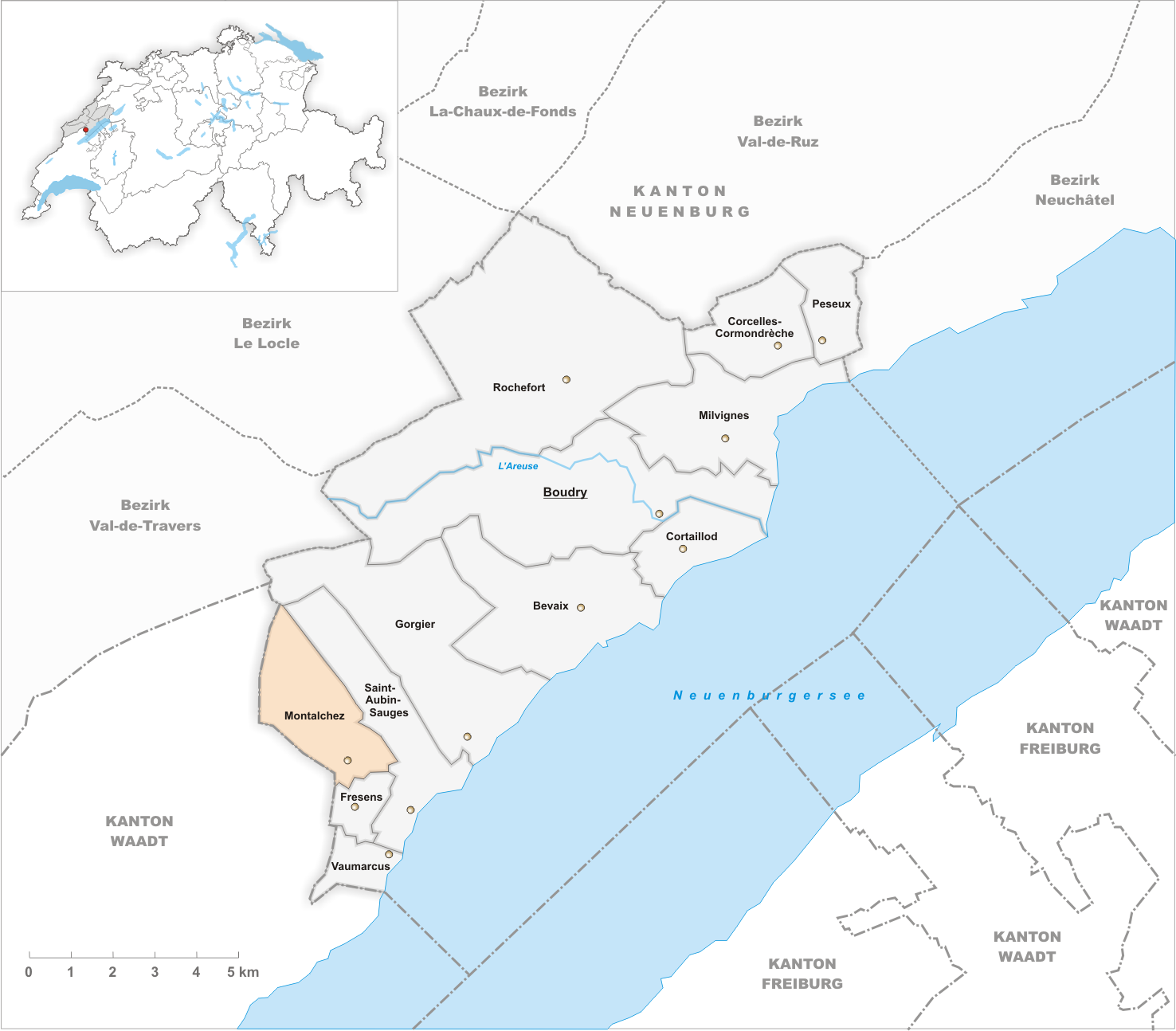
Gemeindestand vor der Fusion am 1. Januar 2018

Montalchez war bis zum 31. Dezember 2017 eine politische Gemeinde im Distrikt Boudry des Kantons Neuenburg in der Schweiz.

## Geographie
Montalchez liegt auf 656 m ü. M., 17 Kilometer südwestlich der Kantonshauptstadt Neuenburg (Luftlinie). Das Bauerndorf ist Teil von La Grande Béroche und liegt am Jurasüdhang, in aussichtsreicher Lage rund 230 m über dem Seespiegel des Neuenburgersees.
Die Fläche des 6,4 km² grossen ehemaligen Gemeindegebiets umfasst einen Abschnitt am Südosthang der Antiklinale des Soliat. Der Gemeindeboden reicht vom Tälchen bei La Fin Dessous nach Nordwesten über den sanft ansteigenden Hang im Bereich des Dorfes und den dicht bewaldeten Steilhang Côte de Montalchez bis auf den breiten Kamm des Soliat. Auf dem Crêt Teni wird eine Höhe von 1419 m ü. M. und auf dem Gipfel des Soliat (höchster Punkt der Gemeinde) 1465 m ü. M. erreicht. Hier befinden sich ausgedehnte Jurahochweiden mit den typischen mächtigen Fichten, die entweder einzeln oder in Gruppen stehen. Die Nordgrenze verläuft ein kurzes Stück entlang der Felsenarena des Creux du Van. Von der Gemeindefläche entfielen 1997 4 % auf Siedlungen, 39 % auf Wald und Gehölze und 57 % auf Landwirtschaft.
Zu Montalchez gehören zahlreiche Einzelhöfe am Jurasüdhang und auf den Jurahöhen. Nachbargemeinden von Montalchez waren Fresens, Saint-Aubin-Sauges und Gorgier im Kanton Neuenburg sowie Provence im Kanton Waadt.

## Bevölkerung
Mit 240 Einwohnern (Stand 31. Dezember 2017) gehörte Montalchez zu den kleinsten Gemeinden des Kantons Neuenburg. Von den Bewohnern sind 97,3 % französischsprachig, 1,6 % deutschsprachig und 0,5 % englischsprachig (Stand 2000). 1851 zählte Montalchez 320 Einwohner. Im Verlauf des 20. Jahrhunderts hat sich die Bevölkerungszahl durch Abwanderung stark verringert, erst in den letzten Jahren ist wieder eine leicht steigende Tendenz zu beobachten.

## Politik
Die Stimmenanteile der Parteien anlässlich der Nationalratswahl 2015 betrugen: FDP 35,1 %, SVP 22,3 %, SP 15,5 %, GPS 13,8 %, CVP 6,5 %, PdA 3,1 %, glp 2,1 %, Liste du vote blanc 1,4 %, BDP 0,3 %.

## Wirtschaft
Noch heute ist Montalchez ein vorwiegend durch die Landwirtschaft geprägtes Dorf. In den unteren Bereichen gibt es Ackerbau, während auf den Jurahöhen Viehzucht und Milchwirtschaft vorherrschend sind. Ausserhalb der Landwirtschaft sind kaum Arbeitsplätze im Ort vorhanden, weshalb zahlreiche Erwerbstätige wegpendeln.

## Verkehr
Montalchez liegt abseits der grösseren Durchgangsstrassen, die Hauptzufahrt erfolgt von Saint-Aubin. Weitere Strassenverbindungen gibt es mit Provence und Fresens. Montalchez ist durch die Buslinie, die von Gorgier nach Provence verkehrt, an das Netz des öffentlichen Verkehrs angeschlossen.

## Geschichte
Auf dem Gebiet der ehemaligen Gemeinde sind Spuren der römischen Handelsstrasse Vy d’Etra sowie Reste einer burgundischen Nekropole erhalten. Die erste urkundliche Erwähnung des Ortes erfolgte 1340 unter dem Namen Villa de Montallichie. Der Ortsname wurde vermutlich vom römischen Personennamen Allicus abgeleitet.
Montalchez gehörte seit dem 14. Jahrhundert zur Herrschaft Gorgier, die 1344 als Lehnsgut an die Grafen von Neuenburg kam. Seit 1648 war Neuenburg Fürstentum und ab 1707 durch Personalunion mit dem Königreich Preussen verbunden. 1806 wurde das Gebiet an Napoleon I. abgetreten und kam 1815 im Zuge des Wiener Kongresses an die Schweizerische Eidgenossenschaft, wobei die Könige von Preussen bis zum Neuenburgerhandel 1857 auch Fürsten von Neuenburg blieben.

## Sehenswürdigkeiten
Montalchez zeigt ein geschlossenes Dorfbild mit typischen Bauernhäusern aus dem 18. und 19. Jahrhundert. Das Dorf besitzt keine eigene Kirche, es gehört zur Pfarrei Saint-Aubin-Sauges.